# بزگونی (لاچین)
بزگونی (ترکی آذربایجانی: Bozgüney) یک منطقهٔ مسکونی در جمهوری آرتساخ است که در استان کاشاتاق واقع شده‌است.